# 1933 dans les chemins de fer
Chronologie des chemins de fer
1932 dans les chemins de fer - 1933 - 1934 dans les chemins de fer

## Évènements

### Mai
- 15 mai, Belgique : ouverture de la station de Kijkuit sur la ligne 12 d'Anvers-Central à la frontière néerlandaise (Roosendael) par la Société nationale des chemins de fer belges (SNCB)[1].

### Juin
- 30 juin, France : la station Avenue du Maine de la ligne 5 (d'alors) du métro de Paris change de nom et devient Bienvenüe.

### Juillet
- 15 juillet, France : le train des Chemins de fer de Provence connaît son premier arrêt d'exploitation et la ligne Nice / Digne-les-Bains est mise sous séquestre à la suite de la défaillance du concessionnaire.
- 19 juillet, France : Mise sous tension du tronçon Orléans/Les Aubrais-Tours/St Pierre des Corps, de la ligne Paris-Bordeaux, par la compagnie de Paris à Orléans.
- 27 juillet, France : inauguration du banc d'essais de Vitry.

### Décembre
- 10 décembre, France : ouverture de la section Richelieu - Drouot - Porte de Montreuil de la ligne 9 du métro de Paris.
- 23 décembre, France : catastrophe ferroviaire de Lagny-Pomponne.